# IRobot
Az iRobot Corporationt 1990-ben Colin Angle és Helen Greiner, a Massachusetts Institute of Technology egykori munkatársai alapították közösen professzorukkal, Dr. Rodney Brooks-szal. A vállalat alapításának célja az volt, hogy olyan robotokat alkossanak, amelyek az embereket szolgálják a mindennapokban.
A cég  az elmúlt évben, 2009-ben közel 300 millió dollár nyereséget könyvelhetett el, több mint 500 alkalmazottat foglalkoztat, köztük a robot iparág vezető szakértőit. Az iRobot részvényeit (IRBT) a NASDAQ jegyzi 2005 óta.
Az iRobot vállalati központja Bedfordban, Massachusetts államban (USA) található, emellett a cégnek számos képviselete működik a világ több országában.
Az iRobot fejlesztőmérnökei többek közt részt vesznek felderítő és taktikai robotok fejlesztésében az amerikai hadsereg számára, valamint a NASA űrkutatási projektjeiben is.

## iRobot események évszámokban
1990 – az iRobot Corporation megalapítása

1991 – az első robot, a Genghis ® bemutatása

1996 – az Ariel ® nevű robot kifejlesztése

2001 -  iRobot Packbot ® felderítő robotot a  09/11-i WTC elleni támadást követően romok felkutatására is bevetették

2002 – robot kutatófúrásokat végeztek az egyiptomi piramisok feltárásánál

2002 – Roomba®, az első porszívó, melyet háztartások számára fejlesztettek ki

2005 - Scooba®, az első felmosó robot bemutatása

2009 – már több mint 5 millió háztartási robot segíti világszerte gazdáját

2010 – iRobot Seaglider monitorozza a Mexikói-öbölben a környezeti katasztrófa következményeként kialakult olajfoltot

2010 – az iRobot alapításának 20 éves évfordulóját ünnepli